# سرگلن (توف)
شهرستان سِرگِلِن (به زبان مغولی: Сэргэлэн сум، [Sergelen sum]؛ ᠰᠡᠷᠭᠦᠯᠡᠩ ᠰᠤᠮᠤ، [sergüleŋ sumu]) یک شهرستان (سُوم) در مغولستان است که در استان توف واقع شده‌است.
این شهرستان در جنوب پایتخت، اولان‌باتور قرار دارد، و مرکز اداری استان نیز، شهر جون‌مود، با وجود مستقل بودن از حاکمیت این شهرستان، در محدودهٔ آن قرار دارد. فرودگاه بین‌المللی چنگیزخان، دروازهٔ ورودی بین‌المللی کشور مغولستات در محدودهٔ این شهرستان قرار دارد. تنها آزادراه موجود در خاک مغولستان، با طول حدود ۳۰ کیلومتر، این فرودگاه در سِرگِلِن را با اولان‌باتور متصل می‌کتد

## تقسیمات اداری
شهرستان سِرگِلِن متشکل از ۵ قصبه (باغ) می‌باشد، شامل:
- آفدار (مغولی: Авдар баг، [Avdar bag]؛ ᠠᠪᠳᠠᠷ᠎ᠠ ᠪᠠᠭ، [abdar-a baɣ])
- اِردِنه‌اُول (مغولی: Эрдэнэ-Уул баг، [Erdene-Uul bag]؛ ᠡᠷᠳᠡᠨᠢ ᠲᠦ᠋ᠮᠡᠨ ᠪᠠᠭ، [erdeni aɣula baɣ])
- بایان‌بورد (مغولی: Баянбүрд баг، [Bajanbürd bag]؛ ᠪᠠᠶ᠋ᠠᠨ ᠪᠦᠷᠢᠳᠦ ᠪᠠᠭ، [bayan büridü baɣ])
- خایرخان (مغولی: Хайрхан баг، [Xajrxan bag]؛ ᠬᠠᠶᠢᠷᠬᠠᠨ ᠪᠠᠭ، [qayirqan baɣ])
- خوشیگ (مغولی: Хөшиг баг، [Xöšig bag]؛ ᠬᠥᠰᠢᠭᠡ ᠪᠠᠭ، [köšige baɣ])